# Space Telescope Imaging Spectrograph

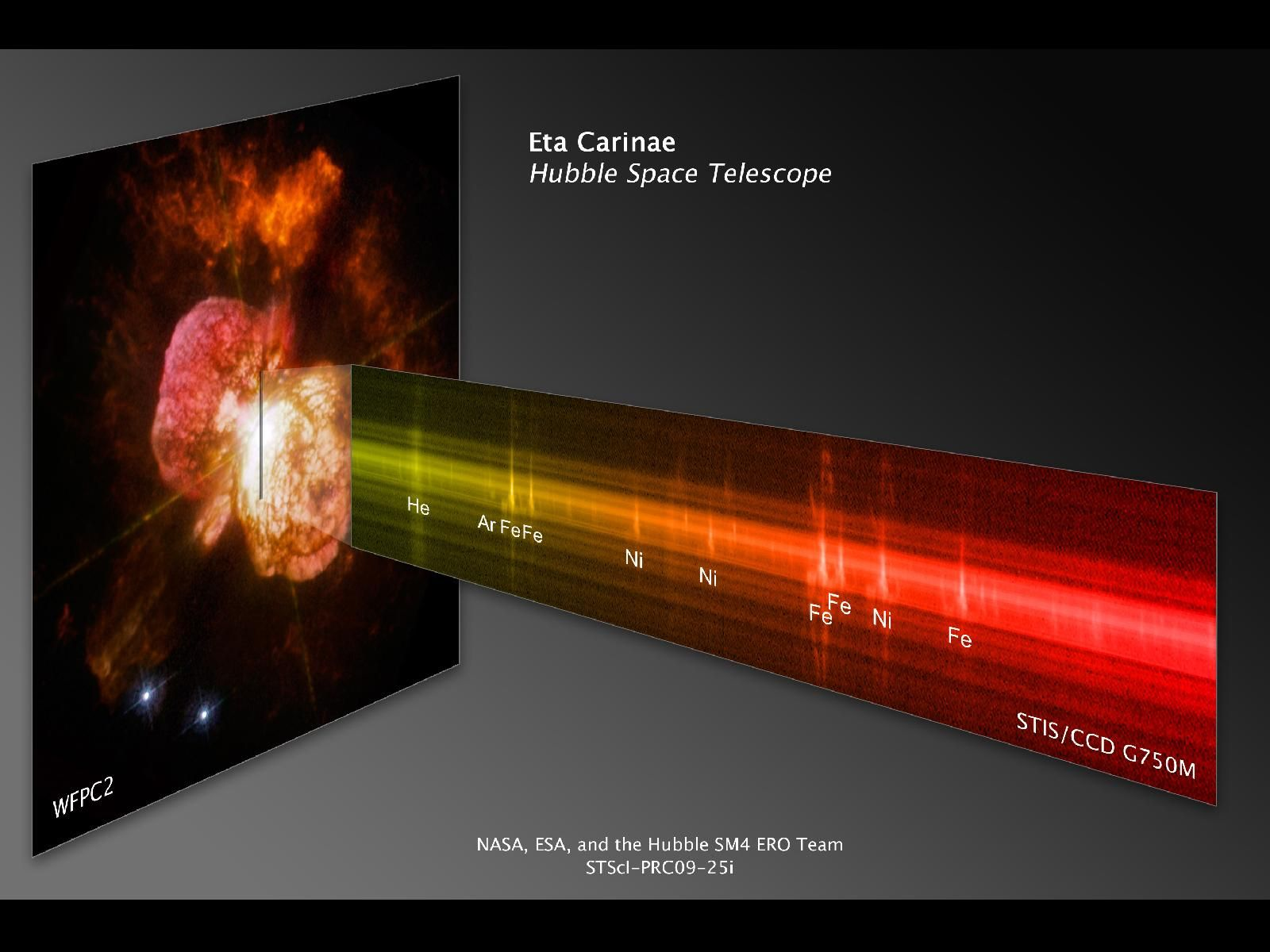
A frissen javított STIS által készített spektrum a pusztulófélben lévő éta Carinae óriás csillagról

A Space Telescope Imaging Spectrograph vagy STIS, a Hubble űrtávcső egy multifunkciós tudományos műszere, spektrográf illetve egy 1 megapixeles kamera kombinációja. A Ball Aerospace & Technologies Corporation építette.
Érzékelési spektruma az ultraibolyától, a látható fényen át egészen az infravörösig terjed, 115-től 1000 nm-ig.
Fő feladata a két korábbi első generációs műszer felváltása, a Goddard High-Resolution Spectrograph és Faint Object Spectrographnak, melynek átvette a helyét a második szervizküldetés során, 1997 februárjában.
A berendezés tervezett élettartama öt év volt, de ezen felül még két évig hibátlanul működött. 2004. augusztus 3-án önvédelmi mechanizmusa felfüggesztette működését egy valószínű elektromos zárlat miatt. Ez azt jelentette, hogy a Hubble-tól várt mérések 30%-át nem tudták elvégezni a kutatók. A Hubble többi berendezését szerencsére nem érintette az eset. 2009 májusában a negyedik szervizküldetésen megjavították, és újra üzembe helyezték a STIS-t.